# 回铃音
回铃音，也称为彩铃、接驳铃声，是指拨打电话時，呼叫方在按完電話號碼後，至對方接聽前，也就是對方電話響鈴期間，呼叫方在自己聽筒所听到的声音。「彩铃」這別稱源於彩铃 (中国移动)。
若撥電話順利完成，完整過程中通常會有撥號音、複頻音、回鈴音、通話音。
拿起聽筒時會聽到撥號音，這通常是不間斷的長音；
按電話號碼的同時，會聽到複頻音(老式脈衝電話會聽到喀答喀答的機械音，沒有複頻音)；
按完電話號碼後，對方接聽以前，會聽到回鈴音，通常是聲響1秒/間隔2秒；
但若对方佔线时，则沒有回鈴音，而會听到忙線音(也可能是人聲語音提示)，声音較回鈴音急促，通常為聲響0.5秒/間隔0.5秒；
当對方接起電話後听到對方的聲音稱為通话音。
一些移动运营商、固網電信業者允许用户将回铃音设置成个性化的音乐、歌曲、念白等。
中華民國與韓國的電話則是使用北美式的回鈴音。

## 資料來源
1. ↑  .   [2017-06-27]. （原始内容存档于2017-07-02）.